# Contagion (film 2011)
Contagion è un film del 2011 diretto da Steven Soderbergh, con protagonisti Marion Cotillard, Matt Damon, Laurence Fishburne, Jude Law, Gwyneth Paltrow, Kate Winslet e Bryan Cranston.
Il film affronta il tema della diffusione di una malattia nuova e letale, causata da un virus trasmesso da goccioline respiratorie e fomiti, del tentativo inutile da parte di ricercatori medici e ufficiali di salute pubblica di identificare e contenere il virus, della conseguente perdita di ordine sociale in una tragica pandemia e dell'introduzione di un vaccino per fermarne la diffusione. Per seguire diverse trame il film fa uso dello stile multi-narrativo "hyperlink", utilizzato in diversi film di Soderbergh.

## Trama
(Tagline del film.)
Dopo essere tornata da Hong Kong per un viaggio d'affari, Beth Emhoff inizia a sentirsi male, accusando inizialmente quelli che sembrano i sintomi di una banale influenza, ai quali, nel giro di poco tempo, si aggiungono delle forti convulsioni; portata velocemente in ospedale, muore poco dopo il ricovero e, a seguito dell'autopsia sul suo corpo, si scopre che era stata infettata da un virus mai osservato in precedenza, suscitando immediata preoccupazione. La donna viene quindi ritenuta la prima persona conosciuta ad aver contratto la malattia causata da tale virus. Nella ricerca di una possibile cura, il dottor Ellis Cheever, capo del CDC, incarica la dottoressa Ally Hextall di indagare sui primi decessi. Contemporaneamente la dottoressa Leonora Orantes viene inviata in un villaggio cinese alla ricerca del paziente zero. Grazie alle prime indagini viene scoperto che il virus sta ancora mutando e che il ceppo originario della malattia si è diffuso per un incrocio di virus tra pipistrello e maiale e colpisce polmoni e sistema nervoso, motivo per cui il virus viene indicato con la sigla MEV-1 (meningo-encephalic virus). La gravità della situazione è subito evidente al CDC per via dell'altissima aggressività e contagiosità della malattia e della mancanza di qualsiasi genere di terapie e vaccini.
Tra la popolazione, che vede la malattia proliferare senza che vi siano rimedi efficaci, si diffonde il panico. Alan Krumwiede, un blogger che si occupa di teorie del complotto, decide di lucrare sulla situazione e si accorda con un'azienda produttrice di un rimedio omeopatico a base di forsizia per far credere che tale preparato possa curare il virus. Dichiarando sul suo blog di aver contratto la malattia e di essere poi guarito grazie alla forsizia, ottiene milioni di contatti, mentre nel mondo il virus si diffonde e miete milioni di vittime, nonostante molte nazioni stiano tentando di contenerlo chiudendo tutte le proprie attività ed impedendo alle persone di uscire di casa. Il dottor Cheever annuncia alla dottoressa Hextall che il virus è troppo pericoloso e dovrà essere trattato con livello di Biosicurezza 4. Il dottor Ian Sussman, tuttavia, contravviene all'ordine del dottor Cheever e riesce a far riprodurre il virus in colture virali, passo fondamentale nella ricerca di una terapia, che nessun laboratorio fino a quel momento era riuscito a ottenere. Durante l'organizzazione medica dei siti dove collocare i numerosi infetti da MEV-1, la stessa dottoressa Erin Mears contrae la malattia e muore in uno dei luoghi che ella stessa aveva dato ordine di organizzare.
Dopo circa 2 mesi è pronto un vaccino intranasale; esso dovrebbe passare attraverso la lunga fase della sperimentazione clinica, ma la dottoressa Hextall, per permetterne un'approvazione più veloce, decide di testarlo su sé stessa. La stessa dottoressa farà visita al padre, precedentemente infettato dal virus, per testare il vaccino, che risulta essere efficace. Dopo che il vaccino è stato approvato, non essendocene ancora scorte sufficienti per la somministrazione in contemporanea a tutti, si decide di somministrarlo gradualmente, basandosi sull'estrazione a sorte delle date di nascita dei cittadini per determinare un ordine di ricezione del vaccino.
Molte persone, tuttavia, convinte da Krumwiede, spingono perché il vaccino non venga imposto a tutti. Il blogger viene infine arrestato ed accusato di cospirazione, truffa e omicidio colposo: le analisi mediche sullo stesso Krumwiede dimostrano infatti che l'uomo non presenta anticorpi contro il virus MEV-1, quindi non ne è mai stato affetto, e ciò dimostra che la cura omeopatica a base di forsizia era un inganno. Quando ormai il vaccino è stato prodotto in dosi sufficienti per fermare la pandemia in tutto il mondo, con il virus che ha ucciso circa 26 milioni di persone, il dottor Cheever rinuncia alla propria dose e la dona al figlio di un guardiano, che aveva assistito ad una telefonata con cui il dottore aveva indebitamente sfruttato la propria posizione per far fuggire la moglie da Minneapolis prima che la città venisse messa in quarantena.
Nel finale viene mostrato com'è avvenuta la trasmissione iniziale del virus. Le pale meccaniche di una ruspa di proprietà dell'azienda per cui lavorava Beth Emhoff abbattono alcune palme da banane in una foresta nei pressi di Hong Kong, disturbando alcuni pipistrelli che si spostano all'interno di un capannone dove vengono allevati dei suini; viene inquadrato un pipistrello che, nell'atto di nutrirsi di un pezzo di banana prelevato dalla palma da cui è fuggito, ne lascia cadere un pezzo tra i maiali sottostanti, uno dei quali lo mangia; successivamente tale maiale viene ucciso e portato in un ristorante del centro di Hong Kong, dove viene maneggiato a mani nude dallo chef. Lo stesso cuoco, senza essersi lavato le mani successivamente al contatto con la bocca del suino, stringe la mano a Beth Emhoff, che si trova proprio in quel ristorante durante il viaggio di lavoro per la propria azienda, facendola diventare la paziente zero.

## Produzione
In seguito alla loro collaborazione al film The Informant! (2009), Soderbergh e lo sceneggiatore Scott Z. Burns hanno discusso un film relativo alla rapida diffusione di un virus, ispirato ad epidemie come l'epidemia di SARS del 2002-2004 e la pandemia influenzale del 2009-2010. Nella preparazione della sceneggiatura Burns si è consultato con rappresentanti dell'Organizzazione mondiale della sanità e con medici esperti, come W. Ian Lipkin e Larry Brilliant. Il film è stato un successo di critica e di incassi, ed è stato particolarmente apprezzato per l'accuratezza scientifica.
Nel febbraio 2010 venne annunciato il progetto del film, con la notizia che Matt Damon e Jude Law sarebbero riapparsi assieme in Contagion dopo Il talento di Mr. Ripley del 1999. Kate Winslet e Marion Cotillard si sono unite al cast nel corso dello stesso mese.
Con un budget di 60 milioni di dollari, le riprese del film sono iniziate ad Hong Kong il 25 settembre 2010, proseguendo fino a febbraio 2011. I luoghi delle riprese comprendono Atlanta, Chicago, Minneapolis, San Francisco, Dubai, Giappone, Svizzera, Regno Unito, Brasile, Russia e Malaysia. Sono state girate anche alcune scene nell'aeroporto di Hong Kong.

## Distribuzione
Il 14 luglio 2011 è stato pubblicato il primo trailer ufficiale del film ed il 28 agosto dello stesso anno è stato distribuito il trailer in lingua italiana.
Il film è stato presentato fuori concorso alla 68ª Mostra internazionale d'arte cinematografica di Venezia in anteprima mondiale il 3 settembre 2011. Durante la sua presenza alla Mostra del cinema, il regista ha smentito le voci sul suo ritiro dalla scena cinematografica.
Il film è uscito nelle sale statunitensi e italiane a partire dal 9 settembre 2011.

## Accoglienza

### Incassi
In totale il film ha incassato negli Stati Uniti 75 milioni di dollari e negli altri paesi 61 milioni di dollari, per un totale complessivo di 136 milioni di dollari.

### Critica
Contagion ha ricevuto recensioni positive da parte di commentatori cinematografici. Su Rotten Tomatoes l'84% dei critici (sulla base di 269 recensioni) ha dato una recensione positiva, con un punteggio medio di 7,09/10. Sul sito viene definito "teso, con una trama ben strutturata e supportato da un cast stellare, Contagion è un film catastrofico eccezionalmente intelligente e pauroso". Su Metacritic, che assegna un punteggio standardizzato basato su recensioni da parte di critici mainstream, il film ha ricevuto un punteggio medio di 70/100, sulla base di 38 recensioni, indicante "recensioni generalmente favorevoli".

## Curiosità
Il film ha avuto un picco di popolarità durante gli anni della pandemia di COVID-19, poiché la pandemia descritta nel film e la risposta della comunità internazionale ad essa presentano molte somiglianze con ciò che è realmente avvenuto in tale periodo in tutto il mondo:
- Nel film, il virus ha avuto origine in Cina come nella realtà, ma a Hong Kong anziché a Wuhan.
- Anche durante la Pandemia influenzale del 2009, il virus ha avuto origini dai maiali, ma anziché in Cina, nella realtà ha avuto origine in Messico.
- La trasmissione del virus, nella realtà, avviene per via aerea, e cioè attraverso le goccioline di saliva, gli starnuti e la tosse, mentre il virus del film si trasmette attraverso i fomiti e le superfici contaminate.
- Se nel film il MEV-1 ha avuto origini dai maiali, per il COVID la comunità scientifica internazionale non è mai arrivata a una conclusione unanime sulla sua origine. [25]. Tuttavia sia nel film che nella realtà il virus è stato trasportato dai pipistrelli.
- Anche il videogioco Tom Clancy's The Division per PlayStation narra di un virus che ha fatto causare un'epidemia a New York durante il Black Friday e durante il Periodo Natalizio, ma anziché dagli animali, il virus, detto IL VELENO VERDE (che è un ceppo del vaiolo), si è diffuso attraverso le banconote contaminate (Dollaro), che sono state utilizzate appunto per lo shopping natalizio.
- Il virus immaginario MEV-1 presente nel film è in gran parte basato sul virus Nipah[19].